# La Espero (видання)
La Espero (у пер з есп. Надія) — шведський журнал мовою есперанто, офіційним видання Шведської есперанто асоціації. Головна мета журналу — спонукати шведських есперантистів використовувати та продовжувати вивчати есперанто, інформування про есперанто. Більш трьох чвертей змісту публікується мовою есперанто, менше чверті — шведською.
Редактор: Leif Nordenstorm.
Періодичність: 4 номери на рік, а також 1 подвійний номер раз на рік.
Заснований: в 1913 році
Постійні рубрики:
- інтерв'ю з шведськими есперантистами;
- замітки про есперанто-рух поза Швецією;
- замітки про есперанто-рух у Швеції;
- SEJU (про молодіжний рух);
- спеціалізована або науково-популярна статті;
- книги.

Публікуються також звіти про шведський, міжнародний та інших конгреси. Іноді публікуються вірші та проза.